# 副大翼甲螨属
副大翼甲螨属（学名：Parakalumma）为副大翼甲螨科的一个属。也有资料为新肋甲螨属（Neoribates Berlese, 1914）的一个亚属。

## 下级分类
本属包括以下物种：
- Parakalumma headlandi (Starý, 1997)
- 莉副大翼甲螨 Parakalumma lydia Jacot, 1923
- 圆副大翼甲螨 Parakalumma robustus (Banks, 1895) = 圆新肋甲螨（Neoribates rotundus）